# Mitracarpus brevis
Mitracarpus brevis là một loài thực vật có hoa trong họ Thiến thảo. Loài này được K.Schum. & R.Fr. mô tả khoa học đầu tiên năm 1905.